# You & Me (песня Дженни)
«You & Me» (с англ. — «Ты и я») — сингл южнокорейской певицы Дженни (вокалистки группы Blackpink), выпущенный 6 октября 2023 года на лейблах YG Entertainment и Interscope Records в качестве специального сингла после исполнения в рамках мирового турне Blackpink Born Pink World Tour (2022—2023). Песня была написана Тедди и Дэнни Чангом, а композиторами были Тедди, 24 и Винс. Также была выпущена ремикс-версия, которая была исполнена на фестивале Коачелла, с дополнительными авторскими правами Bekuh Boom.
Песня «You & Me» имела коммерческий успех и заняла седьмое место в Billboard Global 200 и первое место в Global Excl. U.S., став первым хитом Дженни номер один в последнем чарте. В Южной Корее песня возглавила чарт South Korea Songs и заняла четвёртое место в Circle Digital Chart. Песня возглавила чарты в Гонконге, Малайзии, Сингапуре, Тайване и Вьетнаме, а также вошла в первую десятку в Индонезии и на Филиппинах. В Великобритании песня вошла в топ-40 UK Singles Chart и стала первой песней корейской солистки, возглавившей UK Singles Downloads Chart.

## История
В ролике о закулисном процессе, загруженном на её YouTube-канал, Дженни рассказала, что записала песню «You & Me» за три-четыре года до 2022 года и что «она была в списке кандидатов на сольное исполнение». Однако в итоге её сольный дебют состоялся 12 ноября 2018 года с синглом «Solo», который имел более 965 млн просмотров в YouTube и возглавил как Gaon Digital Chart, так и Billboard World Digital Songs.
Во время подготовки к мировому турне группы Blackpink Born Pink World Tour в 2022 году Дженни вместе с продюсером Тедди рассматривала множество песен для своего сольного сегмента сет-листа шоу и в итоге остановилась на «You & Me». Затем она работала с хореографами Енчонгом и Чжуном, чтобы реализовать своё видение того, как она хотела бы исполнить эту песню. «You & Me» и её версия для Coachella были лицензированы Американским обществом композиторов, авторов и издателей (ASCAP) в 2023 году. 4 октября было официально объявлено о выпуске песни двумя днями позже. Обложку для сингла проиллюстрировала создательница японской анимэ-франшизы «Сейлор Мун» художница Наоко Такэути, с которой Дженни также будет сотрудничать в создании коллекции товаров.

## Композиция
Песня «You & Me» была описана как «знойная» дэнс-поп композиция, с музыкой созданной Винсом, Тедди и 24, а также текстом, написанном двумя последними вместе с Дэнни Чангом. Редакторы People’s написали: «В новом треке к-поп-идол подчёркивает свой привлекательный вокал и рэп-навыки, а также лирически носит своё сердце на рукаве». Трек был выпущен вместе с «You & Me (Coachella vers.)», ремиксом на песню, которую Дженни исполнила на фестивале Коачелла. Новая версия демонстрирует «многогранность Дженни», так как трек движется более хип-хоп-тяжелыми ритмами и включает дополнительный рэп-куплет, написанный давним соавтором Bekuh Boom.

## Концертные выступления
Дженни дебютировала с песней «You & Me» 15 октября 2022 года на концерте-открытии мирового турне Blackpink Born Pink в KSPO Dome в Сеуле, Южная Корея. Она представила песню, объяснив зрителям: «Я хотела показать вам что-то новое, возможно, вы были немного удивлены»; песня стала постоянной частью сет-листа до конца турне. Выступление включало в себя парный балетный танец Дженни и мужчины-танцора, дополненный приглушённым освещением и их силуэтами, проецируемыми на фон луны.
15 и 22 апреля 2023 года Дженни исполнила ремикшированную версию песни «You & Me» во время выступления Blackpink на фестивале музыки и искусств Коачелла в Индио, Калифорния. Ремикс включал в себя новый рэп-куплет, после которого следовала продолжительная танцевальная пауза.

## Музыкальное видео
6 октября 2023 года вместе с синглом был выпущен танцевальный видеоклип. В нём Дженни, одетая в красное платье, и команда танцоров второго плана в чёрных купальниках повторяют хореографию, исполняемую во время мирового турне Born Pink World Tour. Она и танцоры изображены в окружении звёздной пыли и на минималистичном фоне луны. Для рэп-куплета певица танцует на тёмно-красном фоне, а в финале к ней присоединяется партнёр-мужчина.
11 октября было выпущено видео с концертным исполнением песни «You & Me (Jazz ver.)», которая была исполнена Дженни на показе мод Chanel в июне.

## Отзывы
Джен А. Хьюз из The Harvard Crimson написала, что исполнение Дженни песни «You & Me» доказывает «её статус тройной угрозы с демонстрацией её вокального, рэпового и танцевального таланта». Леа Велосо из StyleCaster похвалила Дженни за «элегантный баланс кокетливости, царственности и загадочности» в песне. Однако Рейчел Паркер из Dallas Observer была не в восторге от выступления, сказав, что «их хореография была красивой, но не совсем готовой для „Лебединого озера“».

## Награды и номинации
| Год  | Организация              | Награда                            | Результат | Ссылка |
| ---- | ------------------------ | ---------------------------------- | --------- | ------ |
| 2024 | The Fact Music Awards    | Best Music Winter                  | Номинация | [ 16 ] |
| 2024 | Korea Grand Music Awards | Best 10 Songs                      | Номинация | [ 17 ] |
| 2024 | MAMA Awards              | Best Dance Performance Female Solo | Победа    | [ 18 ] |
| 2024 | MAMA Awards              | Song of the Year                   | Номинация | [ 19 ] |

## Список треков
Цифровые загрузки, стриминг
- 1. «You & Me» — 2:59
- 2. «You & Me (Coachella version)» — 2:59

## Чарты
| Чарт (2023)                                    | Высшая позиция |
| ---------------------------------------------- | -------------- |
| Австралия (ARIA)                               | 69             |
| Канада (Billboard Canadian Hot 100)            | 71             |
| Франция (SNEP)                                 | 117            |
| Мир (Billboard Global 200)                     | 7              |
| Мир (Billboard Global Excl. U.S.)              | 1              |
| Гонконг (Hong Kong Songs, Billboard)           | 1              |
| Индия (IMI International Top 20 Singles, IMI)  | 16             |
| Индонезия (Billboard)                          | 5              |
| Япония (Billboard Japan)                       | 52             |
| Малайзия (Malaysia Songs, Billboard)           | 1              |
| Новая Зеландия (RMNZ)                          | 5              |
| Филиппины (Philippines Songs, Billboard)       | 6              |
| Республика Корея (Circle)                      | 4              |
| Китайская Республика (Billboard)               | 1              |
| Великобритания (UK Singles Chart)              | 39             |
| США (Billboard Bubbling Under Hot 100 Singles) | 2              |
| США (Billboard Digital Songs)                  | 6              |
| Вьетнам (Vietnam Hot 100)                      | 1              |

| Чарт (2023)               | Позиция |
| ------------------------- | ------- |
| Республика Корея (Circle) | 116     |

| Чарт (2024)                      | Позиция |
| -------------------------------- | ------- |
| Мир (Global Excl. US, Billboard) | 189     |

## Сертификации
| Регион                                                                      | Сертификация | Продажи |
| --------------------------------------------------------------------------- | ------------ | ------- |
| Бразилия (ABPD)                                                             | Платиновый   | 40 000  |
| Данные о продажах + прослушиваниях приведены только на основе сертификации. |              |         |

## История релиза
| Регион | Дата           | Формат                     | Версия                   | Лейбл         | Ссылка |
| ------ | -------------- | -------------------------- | ------------------------ | ------------- | ------ |
| Мир    | 6 октября 2023 | Цифровые загрузки стриминг | Original Coachella vers. | YG Interscope | [ 41 ] |